# 谢宏 (1935年)
谢宏（1935年3月—），男，汉族，河南舞阳人，中华人民共和国政治人物，曾任新疆石油学院院长，新疆维吾尔自治区人大常委会副主任。